# Пызеп (нижний приток Чепцы)
Пызе́п — река в Глазовском районе Удмуртии, правый приток Чепцы (бассейн Волги). Не путать с рекой Пызеп в Кезском районе.
Высота устья — 134,8 м над уровнем моря.

## Название
По мнению глазовских краеведов, гидроним Пызеп можно расшифровать как от удм. пызь «мука», так и от коми-перм. пы «водный источник», зеп «карман». Древний перевод мог звучать как: «река, огибающая участки земли, в виде карманов».

## География
Река берёт начало в центральной части Верхнекамской возвышенности в 7 км к северу от деревни Новоселы Балезинского района. Исток располагается в нескольких километрах от наивысшей точки территории Удмуртии (332 метра над уровнем моря). Протекает по территории Балезинского и Глазовского районов. Для Пызепа характерна извилистость на всем его протяжении. Большое количество перекатов. Русло реки неустойчиво, в пойме много стариц. Ниже впадения реки Варыж правый берег Пызепа становится заметно ниже левого. Там относительно компактно располагается череда красных горок реки Пызеп (по направлению течения) с условными названиями: Биатлонная горка, Ватэмкар, Мальчишкина гора, Солдырь. Впадает в реку Чепца в 4 километрах выше города Глазов.

## Гидрология
Длина реки 46 км, площадь водосборного бассейна — 849 км². Пызеп имеет смешанное питание с преобладанием снегового, от атмосферных осадков и подземных вод. С наступлением лета сильно мелеет. Пызеп впадает в Чепцу близ города Глазов в 292 км от устья. Средний уклон составляет 3,2 м/км. В среднем течении реки (до устья р. Варыж) ширина русла не превышает 10 м, в низовьях возрастает до 20-25 м. Глубина на перекатах колеблется от 0,5-0,6 м до 0,7-1,0 м. Скорость течения — 0,4 м/с, расчетный средний расход воды в устье 5,94 м³/с..
Основные притоки: Мучан, Омуть, Донда (правые); Варыж (левый).

## Хозяйственное использование

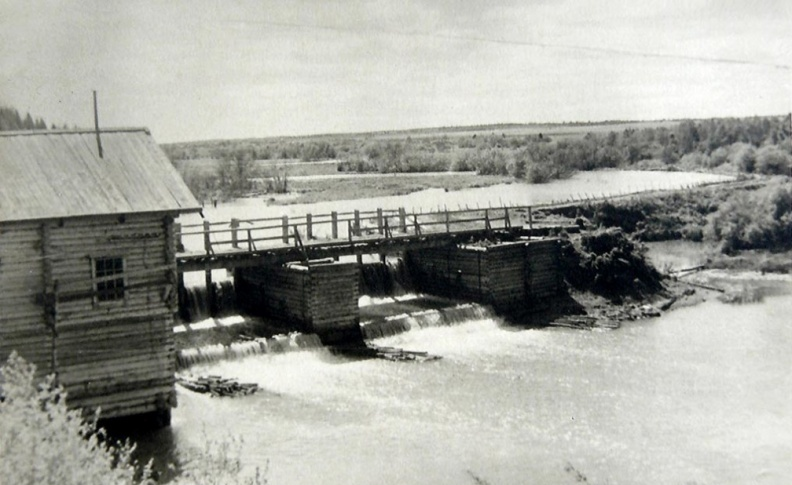
Турайская ГЭС

Пызеп всегда был опасен и непредсказуем, с быстрым течением. Довольно часто построенные мельницы, мосты, плотины и даже небольшие ГЭС уносила вода во время весеннего половодья. Однако братьям Васильевым удалось в 1881 году обуздать течение и построить ней свой винокуренный завод, близ деревень Полом и Турай. Чтобы регулировать уровень воды, для нужд производства, был прорыт искусственный обводной канал и построена на нём плотина, а при ней мельница. Также промышленный центр Васильевых занимался вырубкой и сплавом леса, работала лесопилка и кирпичный завод.
После октябрьской революции эти предприятия, за исключением мельницы, прекратили своё существование.
Всего на Пызепе и его притоках: стоял каскад мельниц: Пудвайская, Золотарская, Паслоковская, Понинская, Полдорайская, Петровская, Гавриленская, Турайская, Бадземшурская, Салтыковская, Тагапиевская. Купец Столбов имел здесь три мельницы, две в верховьях, одну прямо под Солдырской горой.
Летом 1949 года на том самом месте, где стояла купеческая мельница, вблизи деревни Полом начали строить Тураевскую ГЭС. Она просуществовала до создания единой энергетической сети в 1970-х годах.

## Достопримечательности
На высоком берегу реки, в 500 метрах от устья, находится археологический памятник — Солдырское городище «Иднакар».

## Мифология
В традиционных верованиях северных удмуртов Пызеп был представлен низшим божеством Пызеп мумы «мать реки Пызеп». К ней (как и к матери Чепцы — Чупчи мумы) во время весеннего праздника Йӧ келян («Проводы льда») возносили свои молитвы о счастье и довольстве на весь год.

## Данные водного реестра
По данным государственного водного реестра России относится к Камскому бассейновому округу, водохозяйственный участок реки — Кама, речной подбассейн реки Вятка. Речной бассейн реки — Кама.
Код объекта в государственном водном реестре — 10010300112111100033117.

## Топографические карты
- Лист карты O-39-XVII Глазов. Масштаб: 1 : 200 000. Состояние местности на 1984 год. Издание 1993 г.
- Лист карты O-39-XVIII Карсовай. Масштаб: 1 : 200 000. Состояние местности на 1984 год. Издание 1993 г.